# Mauro Boselli
Mauro Boselli (Milano, 30 agosto 1953) è un fumettista e curatore editoriale italiano uno degli sceneggiatori della serie western Tex e, dal 2012, anche curatore della testata.

## Biografia
(Antonio Galassi e Franco Spiritelli da Fumo di China n. 60/61)
Dopo essersi occupato della serie televisiva animata Superfumetti dedicata anche ad alcuni personaggi della casa editrice Sergio Bonelli Editore, inizia a collaborare con la stessa nel 1984 svolgendo compiti di natura redazionale; successivamente gli viene proposto di scrivere sceneggiature per le serie a fumetti dell'editore collaborando così alle testate Mister No, Zagor, di cui è stato anche curatore dal 1993 al 2006, Dampyr, serie horror creata con Maurizio Colombo da aprile 2000, Piccolo Ranger e soprattutto per Tex.
Nel 1990 inizia a scrivere storie per Zagor, contribuendo, assieme al collega Moreno Burattini, a risollevarne le sorti.
Dal 1994 diventa stabilmente uno degli sceneggiatori di Tex, affiancando Claudio Nizzi e proponendo storie caratterizzate da uno stile originale, che lo distinguono sia da Gianluigi Bonelli, sia dagli altri professionisti che si sono alternati alla realizzazione di Aquila della Notte, ovvero Guido Nolitta e Claudio Nizzi. Aveva debuttato sulla testata con l'avventura presente sugli albi 309/310 (La minaccia invisibile e seguente) di cui era coautore lo stesso creatore di Tex e alla cui stesura parteciparono, seppur con ruoli marginali, anche Giorgio Bonelli e Tiziano Sclavi, il celebre padre di Dylan Dog. In questo racconto fa la sua prima apparizione uno dei nemici più letali di Aquila della Notte: il Maestro.
Tipico di Boselli è mettere in risalto le figure dei comprimari, che sovente sono molto numerosi e assurgono al ruolo di protagonisti. Dei suoi lavori l'episodio intitolato Il passato di Carson, ormai entrato a far parte dei classici della saga, risulta essere tra i più apprezzati tanto da essere giudicato dai frequentatori di un sito specializzato come la migliore storia del ranger in assoluto.
Una sua storia (Sulla pista di Fort Apache) pubblicata nel 1998 è legata anche ad un esposto-denuncia presentato all'autorità giudiziaria dal Codacons e poi ritirato, per alcune frasi pronunciate da Tex che invoglierebbero i giovani al consumo di tabacco.
Se il suo impegno sulla testata si incrementa gradualmente negli anni, tanto che gli vengono più spesso affidati anche i cosiddetti Texoni, albi di grande formato affidati a disegnatori di prestigio internazionale, dal 2010 sostituisce praticamente Nizzi nel ruolo di sceneggiatore principale. Questo ruolo primario è confermato dal fatto che a Boselli, l'anno seguente, viene assegnato l'incarico di scrivere i testi del primo albo di una nuova serie di speciali, Color Tex, interamente a colori.
Nell'aprile 2011 esce nelle librerie, pubblicato dalla Arnoldo Mondadori Editore, un suo romanzo intitolato Tex Willer - Il romanzo della mia vita, nel quale Boselli ripercorre le principali vicende avventurose di Tex già narrate negli albi. Nella finzione letteraria lo stesso personaggio, ormai ritiratosi a vita privata nella riserva dei suoi Navajos, racconta ad un giornalista, giunto presso di lui per intervistarlo, alcuni eventi che hanno segnato la sua vita di eroe della frontiera. 
Dal 2012 gli viene affidato l'incarico di curatore della testata.  
Dal 2018 cura la nuova serie mensile Tex Willer.